# نايجل وليامز
نايجل وليامز (بالإنجليزية: Nigel Williams)‏ (29 يوليو 1954 - ) هو لاعب كرة قدم بريطاني في مركز الدفاع. لعب مع وولفرهامبتون واندررز.

## وصلات خارجية
- نايجل وليامز على موقع قاعدة بيانات كرة القدم.إي يو (الإنجليزية)